# Galerie Georges Moos
La Galerie Georges Moos est une galerie d'art et maison de vente aux enchères fondée en 1941 à Genève par Georges Moos. Elle a mis fin à ses activités commerciales en 1986.
Sous l'appellation, la plus répandue, de Galerie Moos (Genève), il faut bien distinguer la Galerie Moos fondée par Max Moos (père) et la Galerie Georges Moos fondée par Georges Moos (fils).
La Maison Moos, puis Galerie Moos, est une galerie d'art et maison de vente aux enchères fondée en 1906 à Genève par le marchand de tableaux Max Moos. Elle a mis fin à ses activités commerciales en 1976.
Plusieurs galeries d'art ont été fondées, à travers le monde, par d'autres membres de la famille Moos : Zurich (Galerie Bollag), Karlsruhe, New York et Toronto,

## Historique et biographie
La Galerie Georges Moos a exercé ses activités parallèlement à la Galerie Moos (Père).

### 1941: Rue Diday, 12 (Genève)
Georges Moos est né le 8 décembre 1912 à Genève, fils de Max Moos et de Fanny Lévi d'origine française. Décrit comme un homme très discret, on connait très peu de chose sur sa vie.
À la fin des années 1930, il a exercé la fonction de commissaire priseur, assistant de M. Ch. D. Cosandier huissier-judiciaire dans plusieurs ventes aux enchères à Genève.
En 1941, Georges Moos ouvre sa propre galerie au 12 de la rue Diday à Genève. Il inaugure sa première exposition : Otto Vautier 1863-1919, le 1er novembre de la même année. Il accueillera régulièrement les peintres de l'École de Paris (Bonnard, Braque, Chagall, Derain, Vlaminck, etc.). Il sera précurseur, en consacrant une exposition au peintre Balthus. Il s’intéressera aussi à la peinture contemporaine suisse en organisant, entre autres, des expositions Charles Rollier, Claire-Lise Monnier, Fernand Dubuis, Jean-François Liegme.
De fin 1939 à 1946, pendant l'exil forcé de ses parents à New York à la suite du déclenchement de la Seconde Guerre mondiale, Georges Moos assurera l'intérim à la direction de la Galerie Moos (Père). Quelques expositions auront encore lieu à la rue du Léman 3 : le peintre Paul Albert Mathey en 1940, Lucien Schwob en 1941 et la vente aux enchères des meubles de la collection de M. et Mme Moos pour financer le séjour de ses parents aux États-Unis.
Georges Moos contribuera à libérer plusieurs membres de sa famille internés dans un camp de concentration en France en 1941. Avec l'aide de la Résistance française, il parviendra à les faire échapper à la déportation dans les camps d'extermination du Troisième Reich.
En 1945, il ouvre un Salon d'art ancien contigu à la Galerie Georges Moos au 12 rue Diday pour la vente et la vente aux enchères de l'art ancien.

#### Sélection d'expositions
- 1941 : Otto Vautier : 1863-1919 : exposition, Galerie Georges Moos, 12, Rue Diday, Genève, 1-30 novembre 1941

- 1942 : Exposition d'art français depuis 1900 : Genève, 30 mai-30 juin 1942, Galerie Georges Moos, 12 Rue Diday, Genève.
- 1942 : Willy Suter : invitation au vernissage samedi 14 novembre [1942]... : [exposition] : Galerie Georges Moos, 12, Rue Diday, Genève, [du 14 novembre au 3 décembre 1942]
- 1943 : Fernand Dubuis : Galerie Georges Moos, 12, Rue Diday, Genève, vernissage, 17 avril [1943?].
- 1943 : Exposition Vigny : Galerie Georges Moos, 12, Rue Diday, vernissage samedi 15 mai... Genève
- 1943 : Maurice Utrillo : exposition, œuvres de 1908 à 1919, Galerie Georges Moos, 12 Rue Diday, 12, Genève, du 5 juin au 5 juillet 1943
- 1943 : Claire-Lise Monnier : exposition, Galerie Georges Moos, 12, Rue Diday, 12, Genève, 2-21 octobre 1943
- 1943 : Balthus : exposition, Galerie Georges Moos, 12, Rue Diday, 12, Genève, novembre 1943
- 1943 : Dessins et céramiques de Paul Bonifas, Galerie Georges Moos, Genève, 4 décembre au 6 janvier [1943]
- 1944 : Stéphanie Guerzoni : exposition, Galerie Georges Moos, Genève, 12 Rue Diday, octobre-novembre 1944
- 1944 : Adolphe Milich: exposition, Galerie Georges Moos, Genève, novembre 1944, Genève : Galerie Georges Moos, [1944?]
- 1945 : Adolphe Herbst : exposition, Galerie Georges Moos, 12, Rue Diday, 12, Genève, 27 jan.-15 fév. [1945]
- 1945 : Sculptures et dessins de Chana Orloff, Galerie Georges Moos, 12, Rue Diday, Genève, du 17 février au 8 mars 1945[15]
- 1945 : Maîtres anciens du XVIe au XIXe siècle : Salon d'art ancien, Galerie Georges Moos, 12 Rue Diday, 12, Genève, octobre-novembre 1945
- 1946 : Arnold d'Altri : sculpteur, Charles Rollier : peintre : Galerie Georges Moos, 12, Rue Diday, 12, Genève, février 1946
- 1946 : Maîtres français : exposition, Galerie Georges Moos, 12, Rue Diday, 12, Genève, du 9 au 19 mai 1946
- 1946 : Fernand Dubuis, peintures : [exposition], Galerie Georges Moos, 12, Rue Diday, Genève, du 5 au 25 juin 1946 : [catalogue]
- 1946 : Paysages de Guberti : par C.E. Oppo : Galerie Georges Moos, 12 Rue Diday, Genève
- 1947 : Exposition Pierre Bonnard  du 4 au 27 février 1947, Galerie Georges Moos
- 1947 : Germaine Richier : Galerie Georges Moos, 12, Rue Diday, Genève, 23 mars-11 avril [1947]
- 1947 : Picasso : lithographies récentes : Galerie Georges Moos, 12, Rue Diday, 12, Genève : 26 août - 13 septembre 1947 / en coll. avec Gérald Cramer
- 1947 : Exposition Bonny, Galerie Georges Moos, Genève, 4 au 21 octobre 1947
- 1947 : Exposition Jean-Louis Clerc, Galerie Georges Moos, Genève, du 8 au 22 novembre 1947
- 1948 : E.-O. Friesz, Paris : invitation au vernissage mardi 28 septembre [1948]... : [exposition] : Galerie Georges Moos, Rue Diday, 12, Genève, [du 28 septembre au 21 octobre 1948]
- 1948 : J.-F. Liengme : invitation au vernissage samedi 13 novembre [1948]... : [exposition] : Galerie Georges Moos, Genève, [du 13 novembre au 2 décembre 1948]
- 1948 : Exposition André Marchand, Galerie Georges Moos, Genève [1948]

#### Sélection de ventes aux enchères
- 1942 : Tableaux anciens du XVIe au XIXe siècle par Harlow, Maes, Magnasco... : tableaux modernes par Auberjonois, Barraud, Blanchet... vente aux enchères, Galerie Georges Moos, 12, rue Diday, Genève, le 28 février par le ministère de Me Ch. D. Cosandier assisté par M. Georges Moos.

- 1942 : Tableaux anciens du XVIe au XIXe siècle par Backhuyzen, Van Goyen... :  tableaux modernes par Agasse, Barraud, Biéler... vente aux enchères à la Galerie Georges Moos, 12, rue Diday, Genève, le 17 octobre 1942 : par le ministère de Me Ch. D. Cosandier assisté par M. Georges Moos.
- 1943 : Tableaux anciens et modernes par Boilly, Brun de Versoix, Hughtenburgh, Santerre... vente aux enchères à la Galerie Georges Moos, Genève, 12, rue Diday, le 30 octobre 1943 : par le ministère de Me Ch. D. Cosandier assisté par M. Georges Moos.
- 1943 : Tableaux anciens et modernes par Amiet, Fr. et M. Barraud, Bosshard, Castres, Derain... vente aux enchères à la Galerie Georges Moos, 12, rue Diday, Genève, le 10 avril 1943 : par le ministère de Me Ch. D. Cosandier assisté par M. Georges Moos
- 1945 : Dessins, tableaux, aquarelles anciens et modernes par Bout, Francken, Kauffmann, Le Nain... vente aux enchères à la Galerie Georges Moos, 12, rue Diday, Genève, le 10 novembre 1945 : par le ministère de Me Ch. D. Cosandier assisté par M. Georges Moos

### 1948: Rue Diday, 12 (Genève) et Limmatquai, 16 (Zurich)
En 1948, il ouvre une succursale à Zurich, au Limmatquai 16.
L’État français décore Georges Moos, en 1951, des Palmes académiques pour avoir accueilli de nombreux réfugiés français à Genève, pendant la Seconde Guerre mondiale.

#### Sélection d'expositions
- 1948 : Austellung Max Hunziker, Paul Speck Galerie Georges Moos, Zurich : Galerie Chichio Haller : vom 19 Oktober bis 6 November [1948]
- 1949 : Herbst : Galerie Georges Moos, Zurich : vom 12 Februar bis 5 März [1949]
- 1949 : Segovia, Galerie Georges Moos, Genève, 5 au 24 mars [1949]
- 1949 : Bores: Galerie Georges Moos, Zurich : vom 8 bis 24. März [1949]
- 1949 : Milich : Galerie Georges Moos, Zurich : vom 26 März bis 23. April 17 [1949]
- 1949 : Exposition Filippo de Pisis, Galerie Georges Moos, Genève, 30 avril au 19 mai [1949]
- 1949 : De Pisis : Galerie Georges Moos, Zurich : vom 24 Mai bis 11 Juni [1949]
- 1949 : Exposition Elisabeth Epstein, Galerie Georges Moos, Genève, 6 au 26 octobre [1949]
- 1949 : Max Gubler : Galerie Georges Moos, Zurich : vom 11 November bis 1. Dezember [1949]
- 1949 : Arnold d’Altri: Galerie Georges Moos, Zurich : vom 3 bis 23. Dezember [1949]
- 1950 : Claire-Lise Monnier : invitation au vernissage samedi 11 février [1950]... : [exposition] : Galerie Georges Moos, Rue Diday 12, Genève, [du 11 février au 2 mars 1950]
- 1950 : Walter Müller : Galerie Georges Moos, Zurich : vom 1. Bis 22. Februar 1950
- 1950 : Jean Eve : Galerie Georges Moos, Zurich : vom 14. März bis 1. April 1950
- 1950 : Sophie Oxe : Galerie Georges Moos, Zurich : vom 7 bis 23 September [1950]
- 1950 : Ferdinand Hodler : Galerie Georges Moos, Zurich : vom 26 September bis 14 Oktober [1950]
- 1950 : Marino : invitation au vernissage samedi 21 octobre [1950]... : [exposition] : Galerie Georges Moos, 12 Rue Diday, Genève, [du 21 octobre au 11 novembre 1950]
- 1950 : Dante Morozzi : sculptures et céramiques : invitation au vernissage samedi 2 décembre [1950]... : [exposition] : Galerie Georges Moos, 12 Rue Diday, Genève, [du 2 au 23 décembre 1950]
- 1951 : Pierre Maunoir : invitation au vernissage samedi 10 février [1951]... : [exposition] : Galerie Georges Moos, Rue Diday 12, Genève, [du 10 février au 2 mars 1951]
- 1951 : Paul Mathey : zum sechzigsten geburstag : Galerie Georges Moos, Zurich : vom 12 April bis 5. Mai [1951]
- 1951 : Fernand Dubuis : Galerie Georges Moos, 12, Rue Diday, Genève, du 10 au 31 mai 1951
- 1951 : Oscar Dominguez, Paris : invitation au vernissage mardi 12 juin [1951]... : [exposition] : Galerie Georges Moos, Genève, [du 12 juin au 7 juillet 1951]
- 1951 : Roger de la Fresnaye (1885-1925) : aquarelle und zeichnungen : Galerie Georges Moos, Zurich : vom 11. bis 29. September 1951
- 1951 : Karl Hügin : Galerie Georges Moos, Zurich : vom 2. bis 20. Oktober 1951
- 1951 : Paul Mathey : Galerie Georges Moos, 12, Rue Diday, Genève, 13 octobre-1er novembre [1951]
- 1952 : Exposition Gérold Veraguth : Galerie Georges Moos, 12, Rue Diday, Genève, 26 janvier - 14 février [1952] : invitation au vernissage samedi 26 janvier...
- 1952 : Charles-François Philippe : 1er prix de la « jeune peinture », Genève : Galerie Georges Moos, Zurich : vom 26 Febr.. bis 15. März 1952
- 1952 : Jacques Falcou : invitation au vernissage samedi 16 février [1952]... : [exposition] : Galerie Georges Moos, Genève, [du 16 février au 6 mars 1952] / sous le haut patronage de Monsieur Xavier de Gaulle...
- 1952 : Derain, Vlaminck : œuvres de 1910 à 1940 : exposition du 7 juin au 5 juillet 1952, Galerie Georges Moos, 12 Rue Diday, Genève
- 1953 : Paul Mathey, Claire-Lise Monnier : Galerie Georges Moos, 12 Rue Diday, 12, Genève, 31 janv.-19 fév. 53
- 1953 : Exposition Milich, Galerie Georges Moos, Genève, 14 mars au 12 avril [1953]
- 1953 : Exposition Marie Laurencin : Galerie Georges Moos, 12 Rue Diday, Genève, du 29 mai au 30 juin 1953

#### Sélection de ventes aux enchères
- 1949 : Tableaux, dessins, pastels, aquarelles, estampes, bronzes par Boudin, Calame, Corot, Daubigny, Daumier, Dedreux, Degas... vente aux enchères à la Galerie Georges Moos, 12, rue Diday (Place Neuve), Genève, le 5 novembre 1949 : par le ministère de Me Ch. D. Cosandier assisté par M. Georges Moos
- 1950 : Dessins, tableaux, aquarelles par Bles, Bout, Brakenburg, Camphuyzen, Francken, Neer, Pater... vente aux enchères à la Galerie Georges Moos, 12, rue Diday (Place Neuve), Genève, le 6 mai 1950 : par le ministère de Me Ch. D. Cosandier assisté par M. Georges Moos
- 1951 : Dessins, tableaux, aquarelles anciens et modernes, maîtres français du XIXe siècle par Bellotto, v.d. Goes, Largillière, Nattier... : vente aux enchères à la Galerie Georges Moos, 12, rue Diday (Place Neuve), Genève, le 24 novembre 1951 par le ministère de Me Ch. D. Cosandier assisté par M. Georges Moos
- 1951 : Dessins, tableaux, aquarelles anciens et modernes, maîtres français du XIXe siècle par Agasse, Apshoven, Bout, Brekenlenkamp, Brueghel de Velours, Claesz... vente aux enchères à la Galerie Georges Moos, 12, rue Diday (Place Neuve), Genève, le 10 mars 1951 : par le ministère de Me Ch. D. Cosandier assisté par M. Georges Moos
- 1954 : Collections Galerie Amann, Galerie G. Moos : fin de bail : beaux meubles et sièges anciens, argenterie, lustres, porcelaines, bibelots, tapis anciens, tableaux anciens et modernes, gravures : vente aux enchères à la Galerie Georges Moos, Genève, les 6, 7 et 8 mai 1954 : par le ministère de Me Ch.-D. Cosandier assisté de M. Ch. Amann, M. G. Moos

### 1961: Grand-Rue (Genève)
En 1961, Georges Moos ouvre une galerie au 2 Grand' Rue à Genève. Il est nommé en 1964 Chevalier de l'Ordre des arts et des lettres pour services rendus à la culture française.
En 1967, Maryam Ansari, belle-fille de Georges Moos reprend la galerie.
Georges Moos meurt dans sa 72e année, le 12 juillet 1984 à Genève. La Galerie Georges Moos ferme définitivement ses portes en 1986.

#### Sélection d'expositions
- 1961 : Czobel : Galerie Georges Moos, 2, Grand' Rue, Genève, 1961
- 1966 : J.F. Liegme : "éléments" peintures 1963-65, du 21 avril au 7 mai 1966 : "nocturne" peintures 1965, du 10 mai au 28 mai 1966, Galerie Georges Moos, 2, Grand' Rue, Genève
- 1967 : Hundertwasser : exposition de Genève, du 18 mai au 15 juin 1967 : peintures récentes, Galerie Krugier & Cie, 5, Grand-Rue, Genève : rétrospective, Galerie Georges Moos, 2 Grand-Rue, Genève
- 1969 : Jean Dubuffet : décembre 1969-janvier 1970, [Galerie Georges Moos, Maryam Ansari, 2, Grand-Rue, Genève]
- 1970 : Kosta Alex : [Galerie Georges Moos, Maryam Ansari, 2, Grand' Rue, Genève, 9 avril-9 mai 1970
- 1971 : JF Liegme : Galerie Georges Moos, 2, Grand' Rue, Genève, février-mars 1971 : Galerie Numaga, Auvernier, mai-juin 1971